# Ud at være Tærne!
Ud at være Tærne! er en dokumentarfilm instrueret af Mogens Skot-Hansen efter eget manuskript.